# دهستان سنجبد شرقی
دهستان سنجبد شرقی یا دهستان خانندبیل شمالی  نام دهستانی در بخش مرکزی شهرستان خلخال، استان اردبیل در ایران است و براساس سرشماری مرکز آمار ایران در سال ۱۳۸۵، جمعیت آن ۴۸۴۲ نفر (۱۰۵۴ خانوار) بوده‌است.